# NGC 2191
NGC 2191 é uma galáxia lenticular (SB0) localizada na direcção da constelação de Carina. Possui uma declinação de -52° 30' 44" e uma ascensão recta de 6 horas, 08 minutos e 23,7 segundos.
A galáxia NGC 2191 foi descoberta em 9 de Janeiro de 1837 por John Herschel.